# 南昌県
南昌県（なんしょう-けん）は中華人民共和国江西省南昌市に位置する県。

## 行政区画
- 街道:八月湖街道
- 鎮:蓮塘鎮、向塘鎮、三江鎮、塘南鎮、幽蘭鎮、蒋巷鎮、武陽鎮、岡上鎮、広福鎮、昌東鎮、麻丘鎮
- 郷:涇口郷、南新郷、塔城郷、黄馬郷、富山郷、東新郷、八一郷

## 交通

### 鉄道
- 中国国家鉄路集団
  - 滬昆線
    - 向塘駅
- 南昌地下鉄
  - ■1号線

（八一広場方面）- 太子殿駅 - 奥体中心駅 - 瑶湖西駅
- - ■3号線

### 道路
- 高速道路
  - 滬昆高速道路
  - 福銀高速道路
  - 南昌環状高速道路
  - 南韶高速道路
  - S36 徳昌高速道路
- 国道
  - G105国道
  - G316国道
  - G320国道